# Hårteigen
Der Hårteigen ist ein Tafelberg in der Hardangervidda in Norwegen. Er ist mit 1690 moh. der nach dem Gebirgskamm Sandfloegga (1721 moh.) zweithöchste Berg der Hardangervidda. Der Name Hårteigen bedeutet in etwa „Grauer Wegweiser“ (hárr = „grau“, teigen = „weisen“).
Im Westen der Hardangervidda erhebt sich der graue Granitkoloss mit steilen Wänden etwa 300 m über die umliegende Hochfläche. Seine hutförmige Silhouette ist von weit her gut zu erkennen, was ihn als König der Hardangervidda zum Wahrzeichen der Gegend macht. Von seinem Gipfel hat man Ausblick über weite Teile der Hardangervidda; in nördlicher Richtung kann man den Gletscher Hardangerjøkulen gut erkennen, im Westen den Gletscher Folgefonna und im Südosten den Gaustatoppen.
Der Berg wurde am 18. August 1812 erstmals von Christen Smith, J. Fr. Schouw und Nils Hertzberg bestiegen. Der Anstieg erfolgt von der Ostseite her über einen weitgehend unmarkierten Pfad. Erreichen lässt sich der Hårteigen nur zu Fuß über verschiedene Wanderwege. Am nächsten liegt die selbstbediente DNT-Hütte Torehytten, etwas weiter liegen die Hütten Tyssevassbu, Hadlaskard und Litlos.

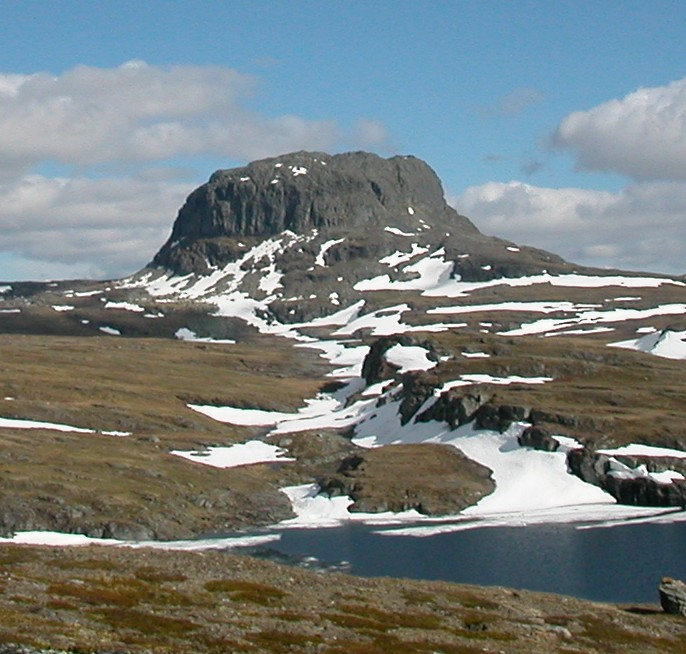
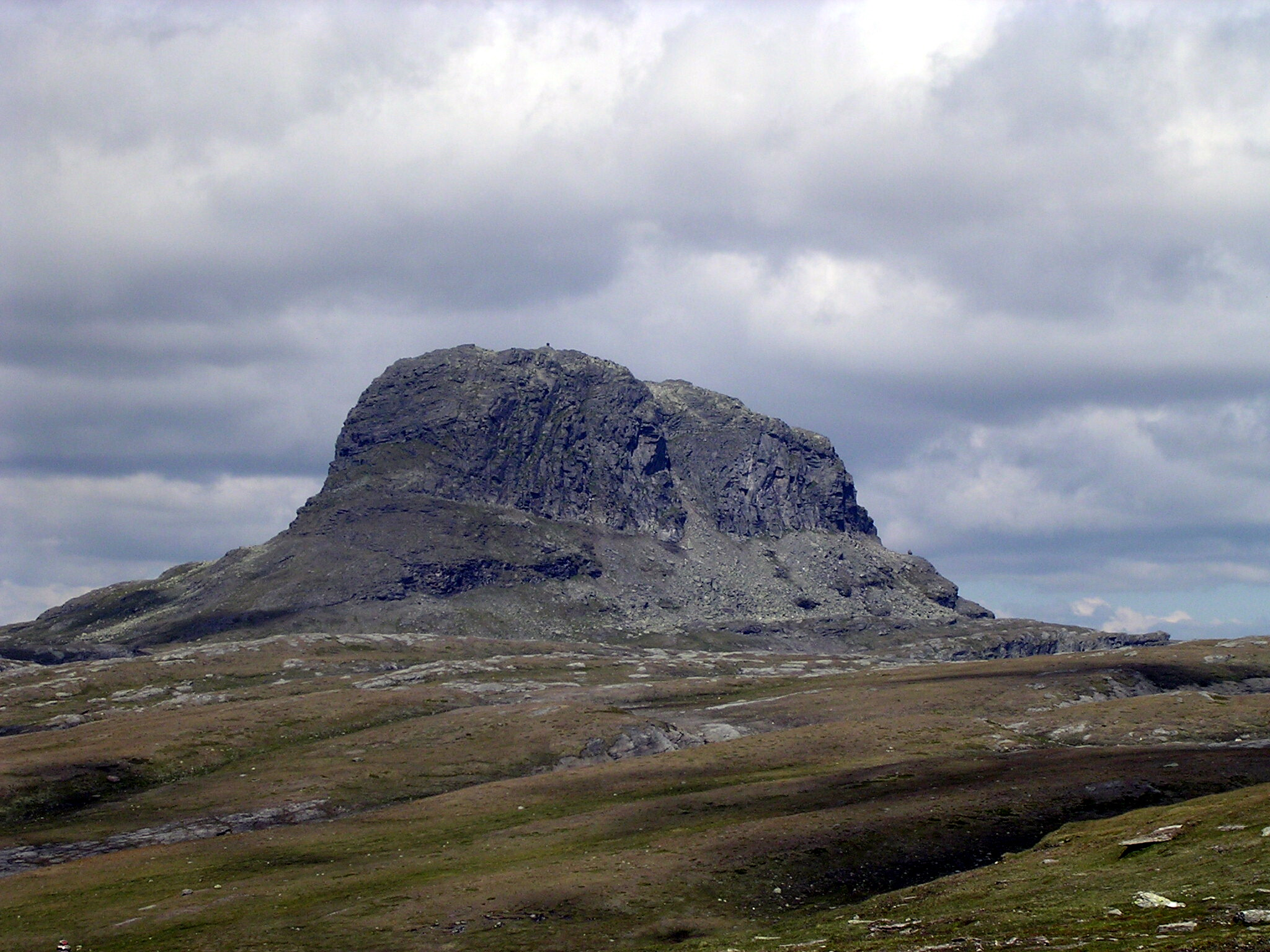